# Droga krajowa

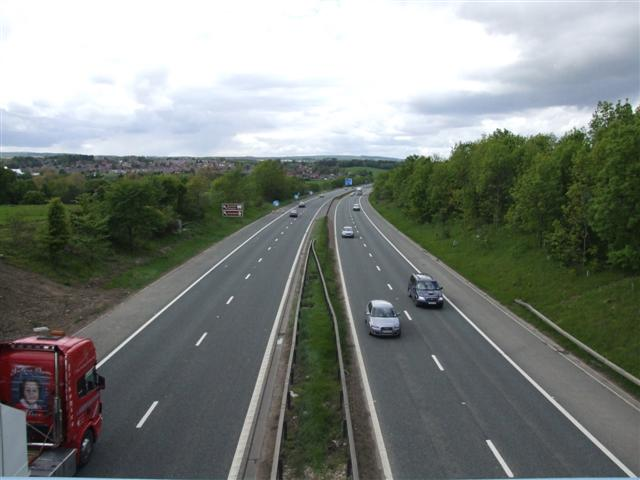
Brytyjska droga krajowa A1.

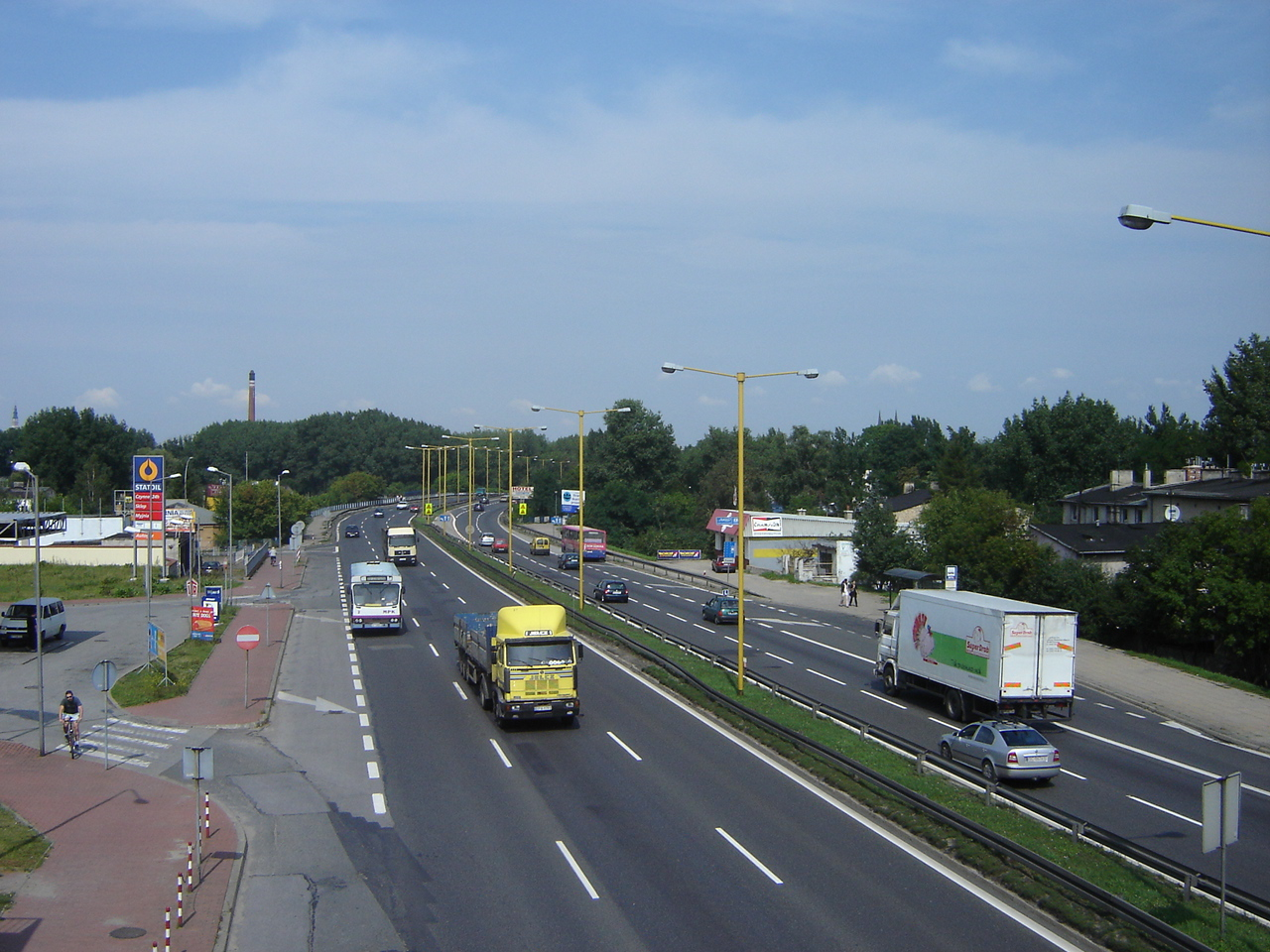
Polska droga krajowa nr 91.

Droga krajowa – najwyższa kategoria dróg publicznych, umożliwiających płynny krajowy i międzynarodowy transport kołowy między dużymi miastami oraz ogólnodostępnymi przejściami granicznymi, rekomendowanych zwłaszcza dla ruchu długodystansowego i tranzytowego.
W Polsce kategorię dróg krajowych wprowadzono w 1985 r., zastępując istniejące od 1920 r. drogi państwowe.